# We're Desperate
We're Desperate – singel zespołu X wydany w 1978 roku przez firmę Dangerhouse.

## Lista utworów
1. We're Desperate
2. Adult Books

## Skład
- Exene Cervenka – wokal
- Billy Zoom – gitara
- John Doe – wokal, gitara basowa
- D.J. Bonebrake – perkusja